# ジョイス・ジスケ
ジョイス・ジスケ（Joyce Ziske、1934年 – ）は、アメリカ合衆国の女子プロゴルファー。トム・マリソンとの結婚後はジョイス・ジスケ・マリソンとしても知られる。

## 来歴
アマチュアとして、ウィスコンシン女子アマチュアに2勝、ノースアンドサウス女子アマチュアゴルフ選手権にも勝利した。1954年、カーティスカップのアメリカ合衆国代表チームでプレーした。
1955年2月8日にプロ転向、1955年から1960年までLPGAツアーでプレーした。1960年には、当時のLPGAメジャー選手権の1つであった女子ウェスタンオープンで優勝。同年の全米女子オープンでも自己最高の2位という成績を収めた。1961年6月のトム・マリソンとの結婚を機に1960年にプロゴルフから引退したが、少なくとも一度は実力を保持したままプレーをした。
1975年、ウィスコンシンゴルフ殿堂入りを果たした。

## アマ戦績
（このリストは不完全である）
- 1949年 ディストリクト・女子ジュニアゴルフ・インビテーショナル・トーナメント
- 1952年 ミルウォーキー郡女子トーナメント、ウィスコンシン女子アマチュア
- 1954年 パームビーチ女子アマチュア、ノースアンドサウス女子アマチュアゴルフ選手権（英語版）、ウィスコンシン女子アマチュア

## プロ戦績

### LPGAツアー (4勝)
- 1956年 シラキュース・オープン（英語版）
- 1959年 ハワード・ジョンソン・インビテーショナル（英語版）
- 1960年 ウルヴァリン・オープン（英語版）、女子ウェスタンオープン

### その他の勝利 (1勝)
- 1960年 フージャー・セレブリティ（英語版）

## メジャー選手権

### 優勝 (1回)
| 年     | 選手権                 | 優勝スコア           | ストローク差 | 2位の選手          |
| ------ | ---------------------- | -------------------- | ------------ | ------------------ |
| 1960年 | 女子ウェスタンオープン | +9 (79-75-76-72=301) | プレーオフ1  | バーバラ・ロマック |

1サドンデスプレーオフの2ホール目で勝利。

## 団体戦
アマ
- カーティスカップ (アメリカ合衆国代表): 1954年 (勝利)